# Woodland (Utah)
Woodland is een plaats (census-designated place) in de Amerikaanse staat Utah, en valt bestuurlijk gezien onder Summit County.

## Demografie
Bij de volkstelling in 2000 werd het aantal inwoners vastgesteld op 335.

## Geografie
Volgens het United States Census Bureau beslaat de plaats een oppervlakte van
6,0 km², geheel bestaande uit land. Woodland ligt op ongeveer 2090 m boven zeeniveau.

## Plaatsen in de nabije omgeving
De onderstaande figuur toont nabijgelegen plaatsen in een straal van 16 km rond Woodland.